# Fred Tisue
Frederick Ernest Tisue, detto Fred (Ames, 17 ottobre 1938), è un ex pallanuotista e nuotatore statunitense.
Ha fatto parte della Stati Uniti ai Giochi di Roma 1960.
Era anche un ottimo nuotatore. Si classificò sesto alle prove olimpiche statunitensi del 1956 nei 200 metri farfalla